# Koningin van de Vrede

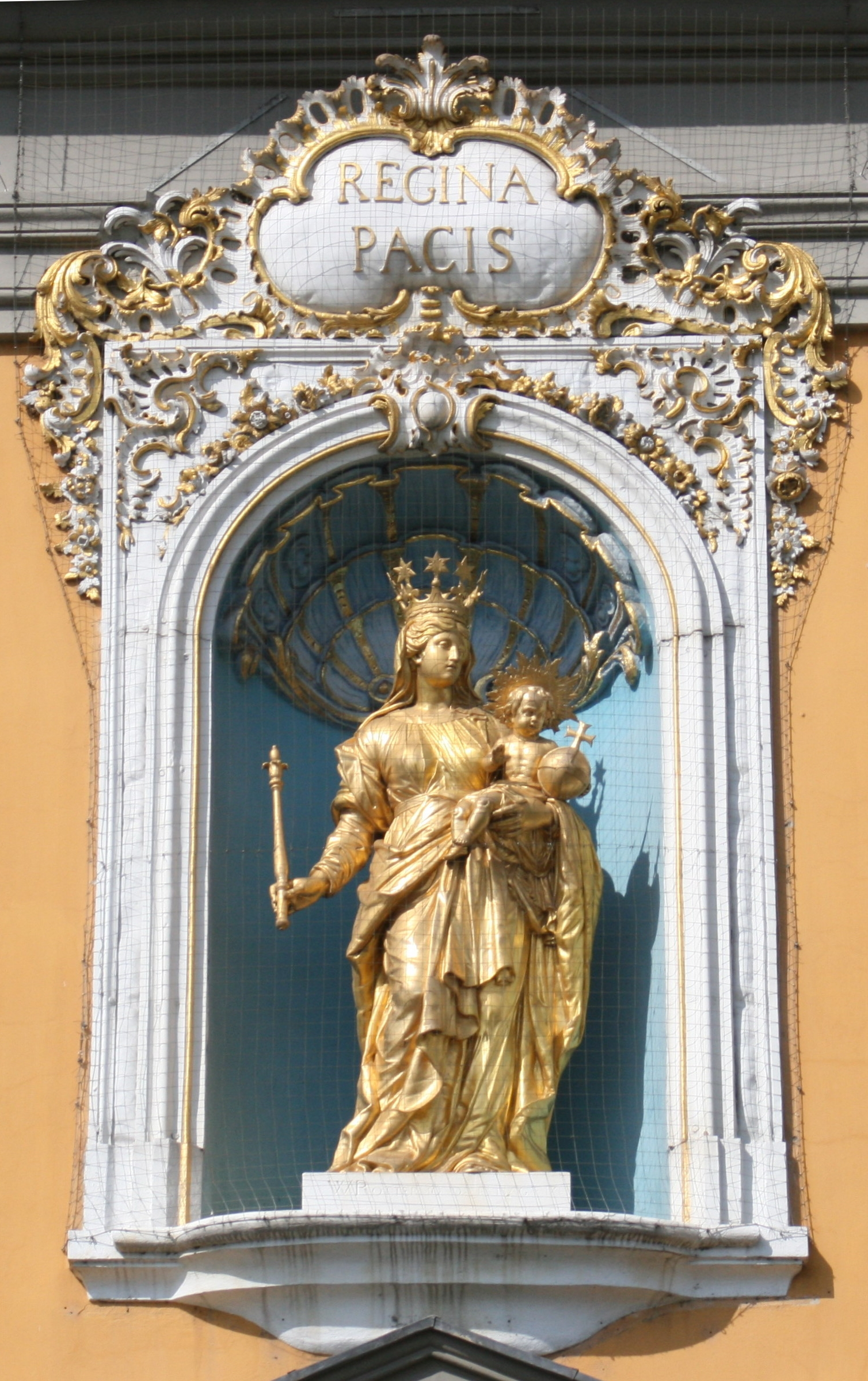
Standbeeld van Onze-Lieve-Vrouw Koningin van de Vrede aan de Universiteit van Bonn

Koningin van de Vrede, Onze-Lieve-Vrouw van de Vrede of Onze-Lieve-Vrouw Koningin van de Vrede is een eretitel van Maria in de Rooms-Katholieke Kerk. Ze wordt in de kunst vaak afgebeeld met een duif en een olijftak, symbolen van vrede. Haar officiële gedenkdag in de Algemene Romeinse kalender is op 9 juli, behalve in Hawaii en enkele kerken in de Verenigde Staten, waar het op 24 januari wordt gehouden.

## Geschiedenis
Volgens het traditionele verhaal schonk een zekere Jean de Joyeuse in het begin van de 16e eeuw in Frankrijk het beeld als huwelijksgeschenk aan zijn jonge bruid Françoise. Het standbeeld stond bekend als de "Maagd van Joyeuse", en werd een geliefd familiestuk.
Rond het jaar 1588 sloot Jeans kleinzoon, Henri Joyeuse, zich aan bij de kapucijner Franciscanen in Parijs en bracht het beeld met zich mee, waar het de volgende 200 jaar bleef staan. Met de olijftak in haar hand en de Prins van Vrede op haar arm, heette het beeld Notre Dame de Paix (Onze-Lieve-Vrouw van de Vrede). In 1657 richtte de kapucijnengemeenschap een grotere kapel op om plaats te bieden aan het groeiende aantal gelovigen dat haar voorspraak zocht. Op 9 juli van dat jaar zegende de pauselijke nuntius van Frankrijk, in aanwezigheid van een grote menigte waaronder koning Lodewijk XIV, het beeld van de Maagd en zette het plechtig op de troon. Paus Alexander VII zou later deze datum aanwijzen voor de kapucijnengemeenschap om het feest van Onze-Lieve-Vrouw van de Vrede te vieren.
Tijdens de Franse Revolutie, die in 1789 uitbrak, werden de kapucijnen uit hun klooster verdreven. Ze namen het beeld mee om te voorkomen dat het vernietigd zou worden door de plunderende rebellen. Toen de vrede in het land was hersteld, werd het beeld uit zijn schuilplaats gehaald en toevertrouwd aan Peter Coudrin, een priester in Parijs. In 1800 werden Coudrin en Henriette Aymer de Chevalerie mede-oprichters van een gemeenschap van zusters, broeders en priesters - de Congregatie van de Heilige Harten van Jezus en Maria en de Eeuwige Aanbidding van het Heilig Sacrament. Coudrin schonk het beeld aan Moeder Aymer, die het op 6 mei 1806 in een kloosterkapel in de Picpus-wijk van Parijs plaatste.
Exclusief zijn sokkel, is de figuur van donker hardhout 28 centimeter hoog en is hij gemaakt in de renaissancestijl van die periode. Maria wordt afgebeeld als een waardige matrone, met het Christuskind op haar linkerarm en een olijftak in haar rechterhand.